# Leyland 2-Tonner
Noch vor der Übernahme der Standard Motor Company durch Leyland Motors begann die Entwicklung des Leyland 2-Tonner als Ergänzung im Nutzfahrzeugbereich von Leyland nach unten hin. Er verfügte über 2000 kg Nutzlast.
Dabei handelte es sich um einen Kleintransporter in Frontlenker-Bauweise mit zwischen Fahrer- und Beifahrersitz eingebautem Motor, dessen Kraft mittels Kardanwelle auf die Hinterachse übertragen wurde. Der Motor war ein Standard OE138-2260-cm³-Dieselmotor mit 44 kW / 60 PS, der auch in den Ferguson-Traktoren verbaut wurde.
Mit kurzem oder langem Radstand war der 2-Tonner als Kastenwagen, Kleinbus, Pritschenwagen, Rettungswagen, Krankentransportwagen und Fahrgestell für Aufbauten erhältlich. Die kurze Version hatte 2850 mm Radstand und war 3048 mm lang, die Langversion brachte es auf 3430 mm Radstand und eine Länge von 3920 mm.
Gab es den Standard Kastenwagen je nach Radstand mit 9,3 m³ oder 11,3 m³ Ladevolumen ab Werk, wurden auch diverse Aufbaulösungen durch Aufbauhersteller bis hin zu 28 m³ Ladevolumen realisiert.
Versionen mit geringerem Radstand für niedrigere Nutzlast und Ladevolumen zu günstigerem Preis wurden nicht realisiert, da Leyland Motors die Standard Motor Company im gleichen Jahr übernahm und somit den Standard Atlas als Leyland 15/20 anbieten konnte.
Als Leyland Motors 1968 mit der British Motor Corporation zur British Leyland Motor Corporation fusionierte, wurde die Produktion des Leyland 2-Tonner sowie des Leyland 15/20 eingestellt, um nicht zusätzliche Konkurrenz zu den Modellen BMC J4, BMC 250 JU und dem neu gestalteten BMC 350 EA, der den 2-Tonner ersetzte, zu haben.